# Яльмар Гольмґрен
Яльмар Йозеф Гольмґрен (швед. Hjalmar Josef Holmgren; 22 грудня 1822, Вестра-Ню, округ Естерґьотланд 29 серпня 1885 року у Веддо, був шведським математиком . Він був братом Альберта, Авґуста та Фрітьофа Гольмґренів і батьком Еріка, Андерса та Нільса Гольмґренів.
Гольмґрен став студентом Уппсальського університету в 1838 році, доктором філософії в 1845 році та доцентом математики в 1847 році. Від 1847 до 1850 року викладав в Уппсальському ліцеї. Як візантійський стипендіат, Гольмгрен здійснив наукові подорожі до Німеччини, Франції, Англії та Італії у 1850-53 роках, потім деякий час очолював кафедру математики в Уппсалі, а в 1855 році отримав призначення викладачем математики та механіки в Стокгольмському технологічному інституті та був призначений там же ординарним професором математики та механіки в 1857 році. Він залишався на посаді професора до своєї смерті в 1885 році, а в 1886 році його наступником став Андерс Ліндштедт. З 1878 року він також деякий час читав лекції як виконувач обов'язків професора механіки та теоретичної математики в Стокгольмському університеті. У 1866 році Гольмґрен став членом Академії наук, а в 1870 році — Уппсальського наукового товариства. Протягом багатьох років Гольмґрен був цензором на іспитах на зрілість і обіймав кілька державних посад, зокрема з 1870 по 1879 рік — уповноваженим представником у Національному управлінні боргу.
Лекції Гольмґрен вирізнялися великою ясністю та упорядкованістю, науковим змістом і здатністю зацікавити аудиторію. Більше того, слід віддати особливу заслугу Гольмґрену як вченому в тому, що він не дотримувався жорстко консервативної тенденції в математиці, яка все ще панувала в його студентські роки, а з цікавістю стежив за розвитком математичних досліджень протягом його життя. У студентські роки Гольмґрен звернув свою увагу не лише на математику, а й на ботаніку, а пізніше також присвятив себе останній науці та здійснив кілька походів, переважно до Норланду, Лапландії та в Норвезькі гори, що дало йому можливість завершити нові видання флори Гартмана, вказавши нові місця зростання об'єктів його спеціалізації — мохів.
Як науковий письменник, Гольмгрен присвятив себе майже виключно чистій математиці. Серед його досліджень найважливішою публікацією слід вважати «Про диференціальне числення з індексами будь-якої природи» (Праці Академії наук, 1866), де, встановивши абсолютно нове визначення, він зміг вивести найважливіші формули для диференціювання з довільними індексами простим і строго науковим способом. Як безпосереднє застосування цього в інтегруванні чудового диференціального рівняння можна розглядати трактат Sur l'intégra-tion de l'équation différenceielle etc. (Vet. Akad.'s handl., 1869). Есе Sur la convergence des series trigonométriques procédant suivant les mnltiples d'un méme are (Liouville's "Journal des mathématiques pures", 1851) і теза Om multiple integralers transformation (Proceedings of the Academy of Sciences, 1866) також свідчать про велику гостроту думки.

### Нотатки
1. 1 2 3 4  Hjalmar J Holmgren — 1917.
2. 1 2  Gårding L. Matematik och matematiker: Matematiken i Sverige före 1950 — Lund University Press, 1994. — С. 31. — 348 с. — ISBN 91-7966-271-4

## Додаткова інформація
- Sven Em Ohlon. Біографія на ресурсі Riksarkivet